# Hannó (218 aC)
Hannó fou un oficial cartaginès enviat a Hispània, que l'any 218 aC va quedar en aquest territori quan Hanníbal va creuar els Pirineus.
Tenia el comandament de deu mil soldats i mil cavallers, per controlar la província entre l'Ebre i els Pirineus. Quan Gneu Corneli Escipió va arribar a Empúries amb un exèrcit romà, moltes tribus i ciutats es van declarar al seu favor, i Hannó alarmat per la ràpida desafecció de la província, va decidir atacar al general romà, però va ser totalment derrotat i el seu exèrcit destruït i ell mateix va caure presoner, segons diuen Polibi i Titus Livi.